# Linuxカーネル
Linuxカーネルは、Unix系オペレーティングシステムであるLinuxのカーネル。リーナス・トーバルズによって開発が開始された。ライセンスにGPL（バージョン2）を採用する自由ソフトウェアである。
通常、Linuxカーネルと言えばリーナスが管理・公開している公式版（メインライン・カーネル）を指すが、Linuxディストリビューションで使用されているカーネルは、バージョンが古かったり、ベンダーが独自の改造を施してあることが多い。例えば、Androidで使用されているカーネルもそのひとつである。このような非公式のカーネルは、ベンダー側が対応すべきとしているため、Linux Kernel Mailing Listなどでは基本的に対応対象外となっている。
開発の初期には、MINIXを参考としており、影響を受けてもいるが、MINIXのコードは使用せず、ゼロから書かれた（IBM PCを端末エミュレータとして動かすためのコードから成長させたものと言われている）。
GPLを採用したことがLinuxを共有の物として開発することを推進させた、とされている。また、Linuxの開発とインターネットの発展が時期的に一致したことも、Linuxの開発コミュニティ形成に寄与した。
また、開発に際して、よりオープンな開発体制をとり、現在バザール方式と呼ばれている、誰でもLinux Kernel Mailing Listへのバグ報告や修正、機能拡張パッチを公開でき、その中から最終的にリーナスと彼が任命したメインテナーがコーディネータとなって、公式版のLinuxカーネルの質を保っている。

## 対応アーキテクチャ

Ubiquity of the Linux kernel

Linuxカーネルは各種命令セット (ISA) に対応している。各アーキテクチャで共有されているコードが多いため、CPUに依存した部分を変更すれば移植できるようになっている。

### 公式サポート
バージョン5.11.11（2021年3月30日）時点。括弧書きはarchディレクトリ内の名称。
- DEC Alpha (alpha)
- ARC（英語版） (arc)
- ARM (arm/arm64)
- AMD64 (x86)
- C6x（英語版） (c6x)
- H8 (h8300)
- Qualcomm Hexagon（英語版） (hexagon)
- MC68000 (m68k)
- MicroBlaze (microblaze)
- MIPS (mips)
- Nios II (nios2)
- Andes NDS32 (nds32)
- OpenRISC (openrisc)
- PA-RISC (parisc)
- PowerPC (powerpc)
- RISC-V (riscv)
- SuperH (sh)
- SPARC (sparc)
- x86（x86、i486以降）
- Xtensa (xtensa)
- z/Architecture (s390x)

### サポート終了
バージョン2.6.26まで
- Sun-4

バージョン3.4まで
- SPARCstation/SPARCserver series

バージョン3.7まで
- i386

バージョン4.11まで
- AVR32（英語版）

バージョン4.16まで
- Blackfin
- ETRAX CRIS（英語版）
- FR-V
- M32R
- Metag（英語版）
- POWER4
- S+core（英語版）
- Tilera（英語版）

バージョン5.9まで
- unicore32（英語版）

バージョン6.6まで
- IA-64 (ia64)[4]

## 学習参考書
- 冨永和人、権藤克彦『例解 UNIX/Linuxプログラミング教室』オーム社、2018年4月25日。ISBN 978-4-274-22210-8
- 末安泰三『動かしながらゼロから学ぶ Linuxカーネルの教科書』日経BP、 2020年9月14日。ISBN 978-4-296-10695-0
- 武内覚『試して理解 Linuxのしくみ [増補改訂版]』技術評論社、2022年10月29日。ISBN 978-4-297-13148-7